# Persoonia bargoensis
Persoonia bargoensis е вид растение от семейство Протейнови (Proteaceae). Видът е световно застрашен, със статут Уязвим.

## Разпространение
Разпространен е в Нов Южен Уелс, Австралия.